# Devious Maids
Devious Maids is een Amerikaanse, komische dramaserie, die werd uitgezonden op Lifetime van 23 juni 2013 tot 8 augustus 2016. De reeks is gebaseerd op de telenovela Ellas son la Alegría del Hogar. In Nederland werd de reeks eerst uitgezonden door TLC. De serie is in Nederland nu te zien op het streamingplatform Disney+. In België is de reeks te zien via het 'Play' pakket van Telenet.
De reeks is bedacht en ontwikkeld door Marc Cherry, die de reeks creëerde toen zijn vorige reeks Desperate Housewives ten einde liep op ABC. Hij mocht een pilot voor deze reeks maken, maar ABC besloot na het bekijken van de pilot er geen volledige reeks van te maken. Lifetime vond de reeks echter wel perfect passen bij het profiel van hun zender en besloot een eerste seizoen van 13 afleveringen te bestellen. De kijkcijfers stegen week na week en op 13 augustus 2013 kondigde de zender aan dat er ook een tweede seizoen van de reeks komt. Ondertussen zijn er al 4 seizoenen uitgezonden. Op 1 september 2016 besliste Lifetime dat er geen vijfde seizoen van de reeks gemaakt zou worden.

## Verhaallijnen
De reeks gaat over 4 latina poetsvrouwen in Beverly Hills. Zij werken voor een paar rijke acteurs en zakenlui uit Hollywood. In de eerste aflevering wordt Flora, een van de poetsvrouwen, gruwelijk vermoord in het huis van Evelyn (Rebecca Wisocky) en Adrian Powell (Tom Irwin). Wanneer dan een tijdje later Marisol (Ana Ortiz) haar intrede maakt als nieuwe poetshulp en zij allerlei vragen begint te stellen over de moord, weigeren Rosie (Dania Ramirez), Carmen (Roselyn Sánchez) en Zoila (Judy Reyes) hier iets over los te laten. Marisol heeft immers een dubbele agenda: zij is op zoek naar de ware moordenaar van Flora omdat haar zoon nu wordt aanzien als de dader en hiervoor in de gevangenis zit.
In het tweede seizoen draait het mysterie rond de nieuwe verloofde van Marisol: Nicholas Deering (Mark Deklin). Hij heeft samen met zijn huishoudster Opal (Joanna P. Adler) een verleden waarin zijn overleden vrouw Dahlia een grote rol speelt. Er is tevens een gewapende bende actief in de buurt en Rosie begint te werken als huishoudster bij de mysterieuze familie Miller.
In het derde seizoen keren Taylor (Brianna Brown) en Michael Stappord (Brett Cullen) terug naar Beverly Hills en hebben ze een dochter geadopteerd: Katie. Ze huren ook Blanca (Naya Rivera) in als poetshulp en die merkt al snel dat er een aantal zaken niet pluis zijn met de familie Stappord. Daarnaast komt ook Rosies eerste man Ernesto (Cristián de la Fuente) terug in haar leven en Carmen krijgt een affaire met een getrouwde man: Sebastian (Gilles Marini).
In het vierde seizoen draait alles rond de mysterieuze moord van Peri Westmore (Mariana Klaveno).

## Rolverdeling

### Hoofdrollen
- Ana Ortiz, als Marisol Duarte/Professor Marisol Suarez
- Dania Ramirez, als Rosie Falta
- Roselyn Sánchez, als Carmen Luna
- Judy Reyes, als Zoila Diaz
- Susan Lucci, als Geneviève Delatour
- Grant Show, als Spence Westmore
- Rebecca Wisocky, als Evelyn Powell
- Tom Irwin, als Adrian Powell
- Nathan Owens, als Jesse Morgan (sinds seizoen 3)
- Julie Claire, als Gail Flemming (sinds seizoen 3)

### Gastrollen
- Mariana Klaveno, als Peri Westmore (hoofdrol seizoen 1, nadien gastrol)
- Paula Garcés, als Flora Hernandez
- Eddie Hassell, als Eddie, Marisol's zoon
- Stephen Collins, als Phillipe Delatour
- Matt Cedeño, als Alejandro Rubio
- Melinda Page Hamilton, als Odessa Burakov
- Valerie Mahaffey, als Olivia Rice, Michael's ex-vrouw
- Andrea Parker, als Brenda Colfax
- Benny Ciaramello, als Aldo
- Richard Burgi, als Henri, Genevieve's jongere broer
- Alex Fernandez, als Pablo Diaz
- Tricia O'Kelley, als Tanya Taseltof
- Maria Howell, als Ida Hayes
- Tiffany Hines, als Didi Miller
- Naya Rivera, als Blanca Alvarez
- John O'Hurley, als Dr. Christopher Neff
- Michelle Hurd, als Jacklyn Dussault
- Sol Rodriguez, als Daniela Mercado
- James Denton, als Peter
- Ryan McPartlin, als Kyle
- Carlos Ponce, als Ben
- Christopher Hanke, als Fabian
- Eva Longoria, als zichzelf
- Scott Takeda, als Dr. Brooks

### Voormalige hoofdrollen
- Wolé Parks, als Sam Alexander (seizoen 1)
- Edy Ganem, als Valentina Diaz (seizoenen 1 tot 3)
- Drew Van Acker, als Remi Delatour (seizoenen 1 tot 3)
- Brianna Brown, als Taylor Stappord (seizoenen 1 & 3)
- Brett Cullen, als Michael Stappord (seizoenen 1 & 3)
- Mark Deklin, als Nicholas Deering (seizoen 2)
- Joanna P. Adler, als Opal Sinclair (seizoen 2)
- Colin Woodell, als Ethan Sinclair (seizoen 2)
- Dominic Adams, als Tony Bishara (seizoen 2)
- Gilles Marini, als Sebastian Dussault (seizoen 3)
- Cristián de la Fuente, als Ernesto Falta (seizoen 3)